# Trafikkalfabetet

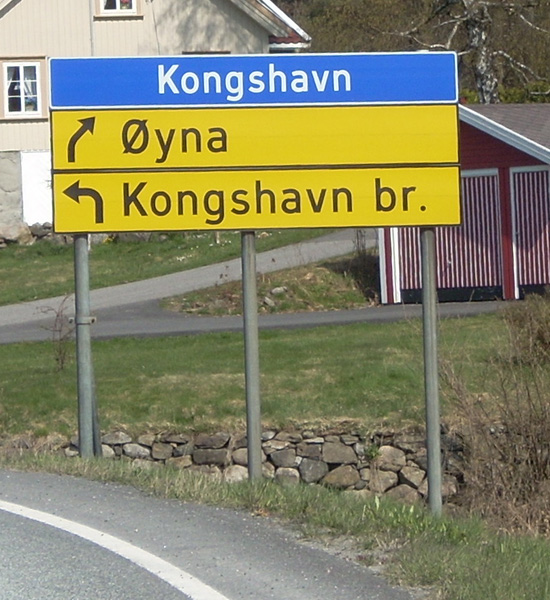
Text på en vägskylt med trafikkalfabetet.

Trafikkalfabetet är en sans-serif typfamilj för vägskyltar och registreringsskyltar för bilar (fram till 2002) i Norge. Utvecklades 1965 av Karl Petter Sandbæk och digitaliserades 2006 av Jacob Øvergaard.